# کورمانگو
کورمانگو (به فرانسوی: Courmangoux) یک کمون در فرانسه است که در Canton of Treffort-Cuisiat واقع شده‌است.

## خصوصیات
کورمانگو ۱۴٫۸۲ کیلومترمربع مساحت و ۴۹۰ نفر جمعیت دارد و ۳۰۰ متر بالاتر از سطح دریا واقع شده‌است.